# Milan-San Remo 1954
La 45e édition de la course cycliste, Milan-San Remo a eu lieu le 19 mars 1954 et a été remportée par Rik Van Steenbergen. Il s'impose au sprint devant un groupe composé de 59 autres coureurs. Il s'agit de la première victoire belge depuis 20 ans.

## Classement final
|    | Cycliste            | Équipe                | Temps           |
| -- | ------------------- | --------------------- | --------------- |
| 1  | Rik van Steenbergen | Girardengo-Eldorado   | 7 h 10 min 03 s |
| 2  | Francis Anastasi    | Mercier-BP-Hutchinson | m. t.           |
| 3  | Giuseppe Favero     | Bianchi-Pirelli       | m. t.           |
| 4  | Fausto Coppi        | Bianchi-Pirelli       | m. t.           |
| 5  | Loretto Petrucci    | -                     | m. t.           |
| 6  | Stan Ockers         | Girardengo-Eldorado   | m. t.           |
| 7  | Désiré Keteleer     | Bianchi-Pirelli       | m. t.           |
| 8  | Fiorenzo Magni      | Nivea-Fuchs           | m. t.           |
| 9  | Ettore Milano       | Bianchi-Pirelli       | m. t.           |
| 10 | Guido Messina       | Frejus                | m. t.           |